# Carlos Correia de Toledo e Melo

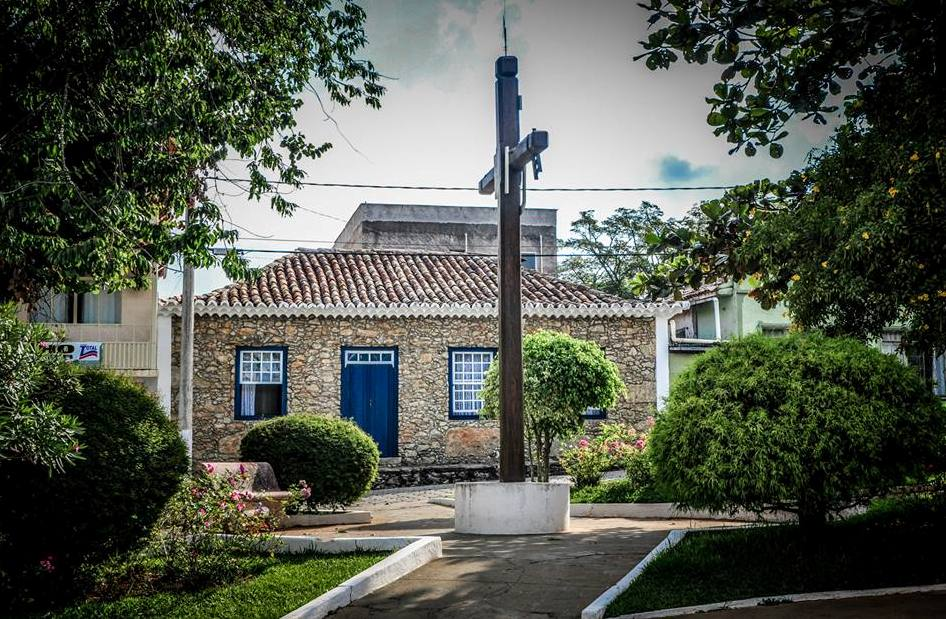
Casa do Padre Toledo no antigo Arraial da Lage, atual Resende Costa, Minas Gerais

Carlos Correia de Toledo e Melo (Taubaté, 1731 — Lisboa, 1803) foi um padre católico, pároco da Vila de São José del-Rei, que participou ativamente do movimento denominado Inconfidência Mineira.

## Biografia
Descendente de Simão de Toledo Piza, um dos primeiros povoadores de São Paulo, o padre Carlos Corrêa de Toledo e Melo era filho de Timóteo Corrêa de Toledo e de Úrsula Isabel de Melo, era irmão de Luiz Vaz de Toledo Piza, que também foi um inconfidente.
Foi deportado para Portugal sem saber sua sentença, ficando preso na Fortaleza de São Julião da Barra e depois levado para a clausura dos franciscanos de Lisboa, onde hoje é a Academia de Belas Artes da Universidade de Lisboa e lá faleceu em 1803.